# Prodromos (Limassol)
Prodromos (in greco Πρόδρομος Λεμεσού?) è una comunità (in greco κοινότητα?, koinótita) nel distretto di Limassol a Cipro.

## Geografia fisica

### Territorio
Prodromos si trova a 60 km a nord-ovest di Limassol, nella regione geografica della Valle di Marathasa. È situata ad un'altitudine media di 1400 m. Confina a sud-est con Finis, a sud-ovest con Paleomylos, a ovest con Lemythou, a nord con Pedoulas e Kakopetria e a est con Platres.
Nella zona vengono coltivate varie specie di alberi da frutta decidui come meli, ciliegi, prugne, pere e pesche. Tuttavia, la maggior parte del territorio del villaggio è incolta. Parte della foresta statale del Troodos rientra nei suoi confini amministrativi.

### Clima
Il clima del villaggio è caratterizzato da inverni freddi e piovosi ed estati fresche e secche. Nei mesi invernali, oltre alle precipitazioni molto elevate, c'è molta neve. A volte la temperatura scende sotto lo zero. Prodromos, grazie al suo clima e all'esistenza dell'Hotel Berengaria e di altri tre piccoli alberghi, ha conosciuto in passato un grande sviluppo turistico.

## Origini del nome
Il villaggio prese il nome da San Giovanni Battista.

## Storia
Prodromos esisteva durante il medioevo con lo stesso nome. Sulle antiche mappe è segnato come Prodromo. Durante la dominazione franca l'area della Marathasa fu divisa in due grandi parti. Una era proprietà reale e l'altra era proprietà del conte di Edessa. Prodromos era un feudo della proprietà reale.

## Economia

### Turismo
A Prodromos si trova il famoso Hotel Berengaria, uno dei più importanti alloggi di montagna del XX secolo. Fu uno dei più importanti hotel della fine del XIX secolo, ed era una delle più importanti destinazioni turistiche del mondo. Ospitò personalità di spicco, e per questo motivo fu descritto come "l'hotel dei re." Notevoli furono le visite, intorno al 1931, del re Farouk d'Egitto e del futuro presidente di Israele Chaim Weizmann. Il libro degli ospiti dell'hotel registra le impressioni dei visitatori sull'hotel. Il nome deriva probabilmente dalla regina di Navarra, Berengaria, moglie di Riccardo Cuor di Leone. L'hotel chiuse nel 1984. L'edificio è rimasto deserto da allora. C'erano anche altri tre hotel a Prodromos intorno allo stesso periodo di Berengaria. Gli hotel erano "Overhill", "Alps" e "Beautiful Prodromos" che erano chiaramente più piccoli del Berengaria.

## Società

### Evoluzione demografica
Secondo i censimenti della popolazione condotti a Cipro, la popolazione di Prodromos ha avuto una crescita continua dal 1881 al 1946. Nel 1960 è stata registrata la prima diminuzione del numero di abitanti. Dopo l'invasione turca del 1974, diversi greco-ciprioti sfollati si stabilirono temporaneamente a Prodromos e aumentarono la sua popolazione per un breve periodo di tempo, ma non rimasero nel villaggio. Da allora la popolazione del villaggio è in continua diminuzione.

### Religione
La chiesa principale del villaggio è quella dedicata ad Agios Ioannis Prodromos. Nel villaggio ci sono anche la cappella di Agios Onoufrios e la cappella di Agia Triada. Inoltre,  nel villaggio c'è il convento della Panagia Trikoukkias.
Diversi alti prelati sono originari di Prodromos: fra questi, gli arcivescovi di Cipro Makarios I, Makarios II, Kyrillos II e Sophronios III.

## Cultura

### Università
A Prodromos si trova il Cyprus Forestry College, dove studenti ciprioti e stranieri studiano silvicoltura.